# مقاطعة هوندوارا
مقاطعة هوندوارا (بالإنجليزية: Hunedoara County)‏ هي مقاطعة في رومانيا، تتبع رومانيا، بلغ عدد سكانها 319٬929 نسمة، في 1930، عاصمتها ديفا، تبلغ مساحتها 7٬063 كيلومتر مربع.

## التقسيمات الإدارية
- Hațeg [الإنجليزية]‏
- Orăștie [الإنجليزية]‏
- Ghelari [الإنجليزية]‏
- Brănișca [الإنجليزية]‏
- Buceș [الإنجليزية]‏
- Cerbăl [الإنجليزية]‏
- Geoagiu [الإنجليزية]‏
- Hărău [الإنجليزية]‏
- Bucureșci [الإنجليزية]‏
- Toplița, Hunedoara [الإنجليزية]‏
- Lăpugiu de Jos [الإنجليزية]‏
- Lelese [الإنجليزية]‏
- Mărtinești [الإنجليزية]‏
- Răchitova [الإنجليزية]‏
- Rapoltu Mare [الإنجليزية]‏
- Baru, Hunedoara [الإنجليزية]‏
- Cârjiți [الإنجليزية]‏
- هونيدوارا
- Teliucu Inferior [الإنجليزية]‏
- Lupeni [الإنجليزية]‏
- Petrila [الإنجليزية]‏
- Uricani [الإنجليزية]‏
- Vulcan, Hunedoara [الإنجليزية]‏
- Aninoasa [الإنجليزية]‏
- Bănița [الإنجليزية]‏
- Brad, Hunedoara [الإنجليزية]‏
- Crișcior [الإنجليزية]‏
- Călan [الإنجليزية]‏
- Sarmizegetusa, Hunedoara [الإنجليزية]‏
- Simeria [الإنجليزية]‏
- Baia de Criș [الإنجليزية]‏
- Balșa [الإنجليزية]‏
- Sălașu de Sus [الإنجليزية]‏
- Băcia [الإنجليزية]‏
- Băița, Hunedoara [الإنجليزية]‏
- Bătrâna [الإنجليزية]‏
- Beriu [الإنجليزية]‏
- Blăjeni [الإنجليزية]‏
- Boșorod [الإنجليزية]‏
- Sântămăria-Orlea [الإنجليزية]‏
- Bretea Română [الإنجليزية]‏
- Bulzeștii de Sus [الإنجليزية]‏
- Bunila [الإنجليزية]‏
- Burjuc [الإنجليزية]‏
- Certeju de Sus [الإنجليزية]‏
- بيتروشاني
- Densuș [الإنجليزية]‏
- Dobra, Hunedoara [الإنجليزية]‏
- Gurasada [الإنجليزية]‏
- Ilia, Hunedoara [الإنجليزية]‏
- Lunca Cernii de Jos [الإنجليزية]‏
- Luncoiu de Jos [الإنجليزية]‏
- Orăștioara de Sus [الإنجليزية]‏
- Pestișu Mic [الإنجليزية]‏
- Pui [الإنجليزية]‏
- Ribița [الإنجليزية]‏
- Râu de Mori [الإنجليزية]‏
- Totești [الإنجليزية]‏
- Romos [الإنجليزية]‏
- Șoimuș [الإنجليزية]‏
- Tomești, Hunedoara [الإنجليزية]‏
- General Berthelot [الإنجليزية]‏
- Turdaș [الإنجليزية]‏
- Vața de Jos [الإنجليزية]‏
- Vălișoara [الإنجليزية]‏
- Vețel [الإنجليزية]‏
- Vorța [الإنجليزية]‏
- Zam, Hunedoara [الإنجليزية]‏
- ديفا.